# Нарощування нігтів

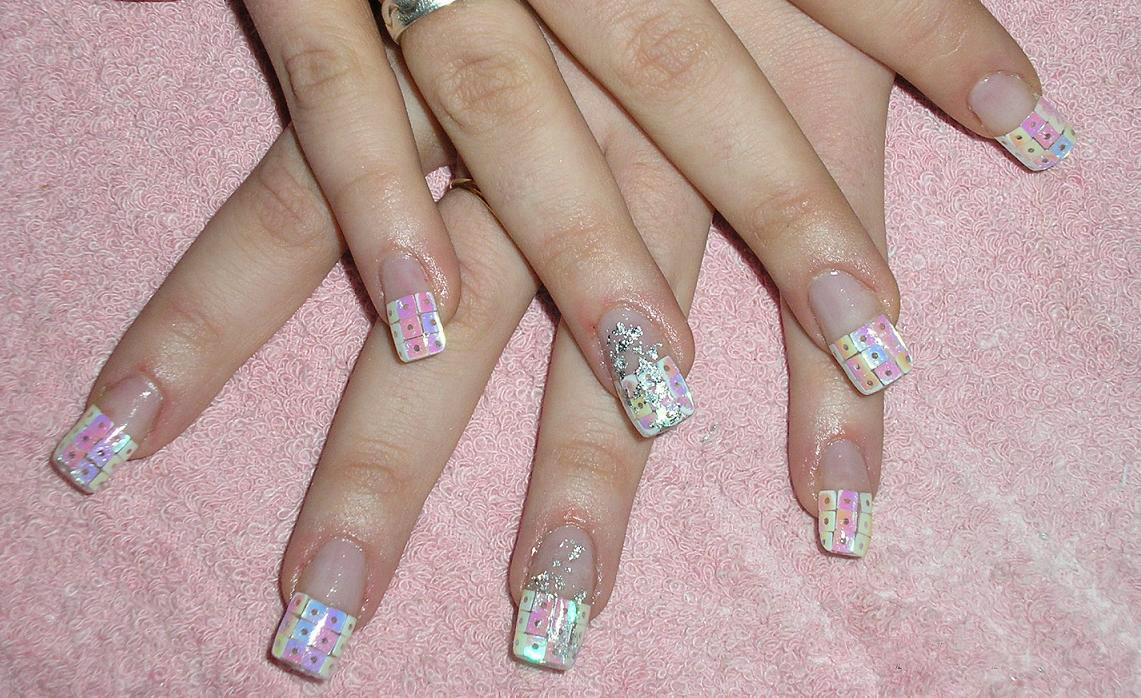
Нарощені нігті

Нарощування/моделювання нігтів — процес штучного збільшення довжини нігтя з метою виправлення дефектів нігтьової пластини (розшарування, слабкість, ламкість тощо). Виникло в 60-ті роки минулого століття, винахідник — стоматолог Генрі Рі (зробив штучні нігті зі стоматологічного акрилу своїй дружині).

## Історія
Спочатку до складу акрилу входив метилметакрилат, через що штучні нігті були дуже товстими, крихкими, не могли набувати форми. Також виявилося, що метилметакрилат заподіював істотну шкоду натуральному нігтю — рівень його токсичності був визнаний неприйнятним для застосування в процедурі нарощування нігтів і небезпечним для здоров'я як майстра, так і клієнта. У 1974 р. використання метилметакрилату при виробництві матеріалів для нарощування нігтів було заборонено й замість нього став використовуватися менш небезпечний етилметакрилат, що наносить значно менше шкоди як натуральній нігтьовій пластині клієнта, так і здоров'ю майстра, який постійно контактує з матеріалом.

## Технології
Нині розрізняють чотири основні типи технології нарощування:
1. Акрилова (акрилові системи для нарощування нігтів). До плюсів цього виду нарощування нігтів відноситься те, що нігті стають пружними і міцними, і тому акрилові нігті тонше гелевих.
2. Гелева (гелеві системи для нарощування нігтів). Гелеві нігті відрізняються від акрилових тим, що мають не матовий, а глянсовий блиск. Крім того, гелеві нігті еластичніші акрилових, тому рекомендуються людям з м'якою від природи нігтьовою пластиною.
3. Клей-пудра.
4. Тканинна технологія (шовк, файбергласс). Застосовується для зміцнення натуральної нігтьової пластини або ремонту гелевих/акрилових нігтів.
5. Комбінування акрилу і гелю. Мета цього комбінування для надання більшої міцності штучним нігтям.

В основі кожної з технологій лежить реакція полімеризації. При використанні тієї чи іншої технології виходить різна міцність і довговічність нігтів. Наприклад, нігті з шовку і клей-пудри будуть мати найменшу міцність — такі нігті будуть триматися тільки 1-2 тижні. Нігті, виконані за акриловою або гелевою технологією, будуть триматися у 2-3 рази довше, від корекції до корекції. Корекцію необхідно робити кожні 2,5-3 тижні, залежно від типу нігтів і швидкості їх зростання. Максимальна кількість корекцій в середньому — 10. Саме тому вони отримали найбільш широке поширення.
Кожен з матеріалів має різний відсоток усадки (визначається лабораторним шляхом): від 3 % до 12 % — найкращий відсоток усадки, від 12 % до 20 % — допустимий відсоток. З матеріалом, відсоток усадки якого понад 20 % працювати не можна — штучний ніготь поступово буде підіймати натуральний ніготь, може відбутися відрив натурального нігтя від нігтьового ложа. Шовк і клей-пудра мають відсоток усадки 5 %, гель — до 15 %.

### Акрилова технологія
Акрилові нігті виготовляються з акрилового скла (PMMA). Під час поєднання із рідким мономером (зазвичай етилметакрилатом, змішаним з певним інгібітором), утворюється ковкий шар. Ця суміш починає миттєво затвердівати, до повного затвердіння за кілька хвилин. Акрилові нігті можуть прослужити до 21 дня, але можуть прослужити довше з ретушшю. Щоб надати акриловим нігтям колір, можна наносити гель-лак, лак для нігтів і пудри.

### Гелева технологія
Гелеву технологію можна використовувати для створення штучних нарощених нігтів та як лакове покриття. Гель застигає за допомогою ультрафіолету. Тримається довше, ніж звичайний лак для нігтів, не відколююється протягом двох-трьох тижнів.
Гелеві нігті міцні, хоча і не такі міцні, як акрилові або склопластикові, і, як правило, коштують дорожче.
Ацетон не розчиняє деякі види гелевих нігтів, тому їх доводиться видаляти в салоні за допомогою полірування. Багаторазове полірування може призвести до витончення нігтьової пластини.
Приблизно у 2017 році створено нове нарощування нігтів гелем, яке зазвичай називають Gel-X. Це м’який гелевий наконечник для нігтів, попередньо нарізаний різними стилями та довжиною, який покриває все нігтьове ложе до кінця нігтя. Gel-X наноситься спочатку шляхом нанесення PH-сполучної речовини (дегідратора), а потім безкислотного гелевого праймера. Нарешті, він приклеюється за допомогою гелевого клею, який затверджується за допомогою синього ультрафіолетового/світлодіодного світла. Процес зняття нігтів gel-X — розчинення в ацетоні протягом 20 хвилин.

## Типи гелів, які використовуються для нарощування нігтів
- Базовий (ґрунтуючий) гель або основа. Цей тип гелю забезпечує надійне зчеплення різних шарів матеріалу один з одним, а також для їх зчеплення з поверхнею нігтя. Він є першою фазою в трифазній системі нарощування.
- Скульптурний гель. Він використовується в однофазній і трифазнії системі нарощування. Скульптурні гелі для нарощування нігтів використовуються для створення форми майбутнього нігтя, відповідно до принципів «нігтьової архітектури» і естетики.
- Захисний гель (верхнє покриття). Нанесення цього покриття завершує процес нарощування, захищаючи змодельований ніготь від пошкоджень і руйнування. Блиск покриття забезпечує нігтям природний вигляд.
- Гель-лаки для нігтів. Вони використовуються для створення довговічного та красивого покриття на нігтях, дозволяють коригувати поверхню нігтя.

- Кольорові гелі. За допомогою кольорових гель-лаків можна створювати будь-який оригінальний дизайн нігтів.

Крім цих типів, використовуються 3D-гелі, а також біогелі для нарощування і корекції нігтів.

## Процедура нарощування
Зараз застосовується чотири види нарощування нігтів:
1. Нарощування  на типсах. Нарощування нігтів проводиться за допомогою типсів (пластикові «подовжувачі», які приклеюють за допомогою спеціального клею до натурального нігтя). Після приклеювання типса, запилювання довжини і форми типса, натуральна нігтьова пластина разом з типсом перекривається будь-яким обраним матеріалом, потім, після полімеризації, штучний ніготь підпилюється, шліфується і полірується.
2. Нарощування  на паперових формах. Моделювання нігтів проводиться на спеціальних шаблонах — формах. Після попередньої підготовки нігтя, під вільний край натурального нігтя підставляється форма, на якій і викладається майбутній ніготь — довжина і форма задаються за бажанням клієнта. Після полімеризації форма забирається, штучний ніготь підпилюється, шліфується і полірується.
3. Нарощування  на верхніх формах. Викладення матеріалу проводиться в спеціально розроблені силіконові формочки, внутрішній край яких повторює обриси майбутнього штучного нігтя. На підготовлену до нарощування нігтьову пластину прикладається верхня форма з матеріалом всередині (матеріалом до нігтьової пластини), після чого протягом 30 секунд форма утримується на нігті. Потім майстер відпускає форму, і вона залишається в такому положенні до повної полімеризації акрилу (3-4 хвилини). При гелевому нарощуванні верхня форма з матеріалом утримується на пальці клієнта під УФ лампою до досягнення повної полімеризації (3-4 хвилини). Після цього верхня форма знімається. Надається форма вільного краю. Обпилювання штучного нігтя не потрібно, поверхня створеного нігтя виходить гладкою і рівною завдяки верхній формі. Верхні форми можуть застосовуватися при акриловому й гелевому нарощуванні, а також при зміцненні нігтів.
4. Нарощування на  рідких типсах. Суть цього нарощування в тому, що можна не використовувати звичайні пластикові типси, а робити їх самостійно з рідкого матеріалу (гелю або акрилу) за допомогою спеціальної форми. Форма з рідким матеріалом прикладається на 2/3 довжини нігтьової пластини і полімеризується в УФ лампі 3-4 хвилини (при акриловому нарощуванні матеріал полімеризується без ультрафіолетового випромінювання). Потім форма знімається, залишається типс. Далі ніготь перекривається гелем (акрилом), як у звичайному нарощуванні на типсах. Ця технологія є більш сучасною, так як значно скорочує час нарощування і виключає використання таких витратних матеріалів як нижні форми - шаблони, типси і клей. Виключення з процедури клею для типс робить її також більш безпечною.

## Переваги
Переваги штучних нігтів: вони міцні, рівні, захищають натуральну нігтьову пластину від впливу шкідливих зовнішніх факторів, також штучні нігті є базою для нейл-арту: їх можна покрити лаком, зробити на них розпис, прикрасити на свій розсуд.

## Недоліки
До недоліків нарощених нігтів можна віднести необхідність регулярної корекції. Це пов'язано з тим, що живий ніготь під наращенною пластиною продовжує зростати, причому не завжди рівномірно на всіх ділянках.
Матеріали для нарощування нігтів з високим коефіцієнтом усадки (понад 12 %) можуть призводити згодом до відриву живої пластинки нігтя від ложа.
У деяких людей матеріали для акрилового нарощування нігтів можуть викликати алергію.
Під час вагітності або під час проходження курсу лікування гормональними препаратами натуральні нігті можуть відторгати штучний матеріал. Також при цьому може змінюватися швидкість росту різних ділянок живого нігтя.